# General der Jagdflieger
El Inspector de Pilotos de Caza (en alemán: Inspekteur der Jagdflieger redesignado a General der Jagdflieger (General de Pilotos de Caza) no era un rango sino una posición de liderazgo dentro del Alto Mando de la Luftwaffe en la Alemania nazi. El inspector fue responsable de la preparación, el entrenamiento y las tácticas de la fuerza de combate. No era un comando operativo.

## Inspectores
| N.º |  | Inspector                                          |  |  |  |
| --- |  | -------------------------------------------------- |  |  |  |
| 1   |  | Oberstleutnant Robert Ritter von Greim (1892–1945) |  |  |  |
| 2   |  | Generalmajor Bruno Loerzer (1891–1960)             |  |  |  |
| 3   |  | Oberst Werner Junck (1895–1976)                    |  |  |  |
| 4   |  | Generalmajor Kurt-Bertram von Döring (1889–1960)   |  |  |  |
| 5   |  | Oberst Werner Mölders (1913–1941)                  |  |  |  |
| 6   |  | Generalleutnant Adolf Galland (1912–1996)          |  |  |  |
| 7   |  | Oberst Gordon Gollob (1912–1987)                   |  |  |  |

## Inspectores subordinados

### Inspector de combatientes diurnos
| N° | Imagen | Nombre                                    | Inicio                                     | Final                   | Duración         |
| -- | ------ | ----------------------------------------- | ------------------------------------------ | ----------------------- | ---------------- |
| 1  |        | Oberstleutnant Günther Lützow (1912–1945) | 11 de agosto de 1942                       | 17 de diciembre de 1943 | 1 año y 128 días |
| 2  |        | Oberst Hannes Trautloft (1912–1995)       | 17 de diciembre de 1943                    | 26 de enero de 1945     | 1 año y 40 días  |
| 3  |        | Oberst Walther Dahl (1916–1985)           | 3 de octubre de 1919 - 26 de enero de 1945 | 8 de mayo de 1945       | 102 días         |

### Inspector de combatientes diurnos Este
| N° | Imagen | Nombre                                      | Inicio               | Final                   | Duración |
| -- | ------ | ------------------------------------------- | -------------------- | ----------------------- | -------- |
| 1  |        | Oberstleutnant Hannes Trautloft (1912–1995) | 6 de julio de 1943   | 17 de diciembre de 1943 | 164 días |
| 2  |        | Oberst Karl-Gottfried Nordmann (1915–1982)  | 9 de febrero de 1945 | 8 de mayo de 1945       | 88 días  |

### Inspector de combatientes diurnos Oeste
| N° | Imagen | Nombre                                                                 | Inicio               | Final                   | Duración |
| -- | ------ | ---------------------------------------------------------------------- | -------------------- | ----------------------- | -------- |
| 1  |        | Oberst Günther Lützow (1912–1945) Inspekteur der Tagjäger West und Süd | 6 de julio de 1943   | 17 de diciembre de 1943 | 164 días |
| 2  |        | Oberst Josef Priller (1915–1961) Inspekteur der Tagjäger West          | 9 de febrero de 1945 | 8 de mayo de 1945       | 88 días  |

### Inspector de combatientes nocturnos
| N° | Imagen | Nombre                             | Inicio         | Final                   | Duración         |
| -- | ------ | ---------------------------------- | -------------- | ----------------------- | ---------------- |
| 1  |        | Oberst Josef Kammhuber (1896–1986) | agosto de 1941 | 20 de noviembre de 1943 | 2 años y 3 meses |
| 2  |        | Oberst Werner Streib (1911–1986)   | marzo de 1944  | 8 de mayo de 1945       | 1 año y 2 meses  |